# Climate Research Unit

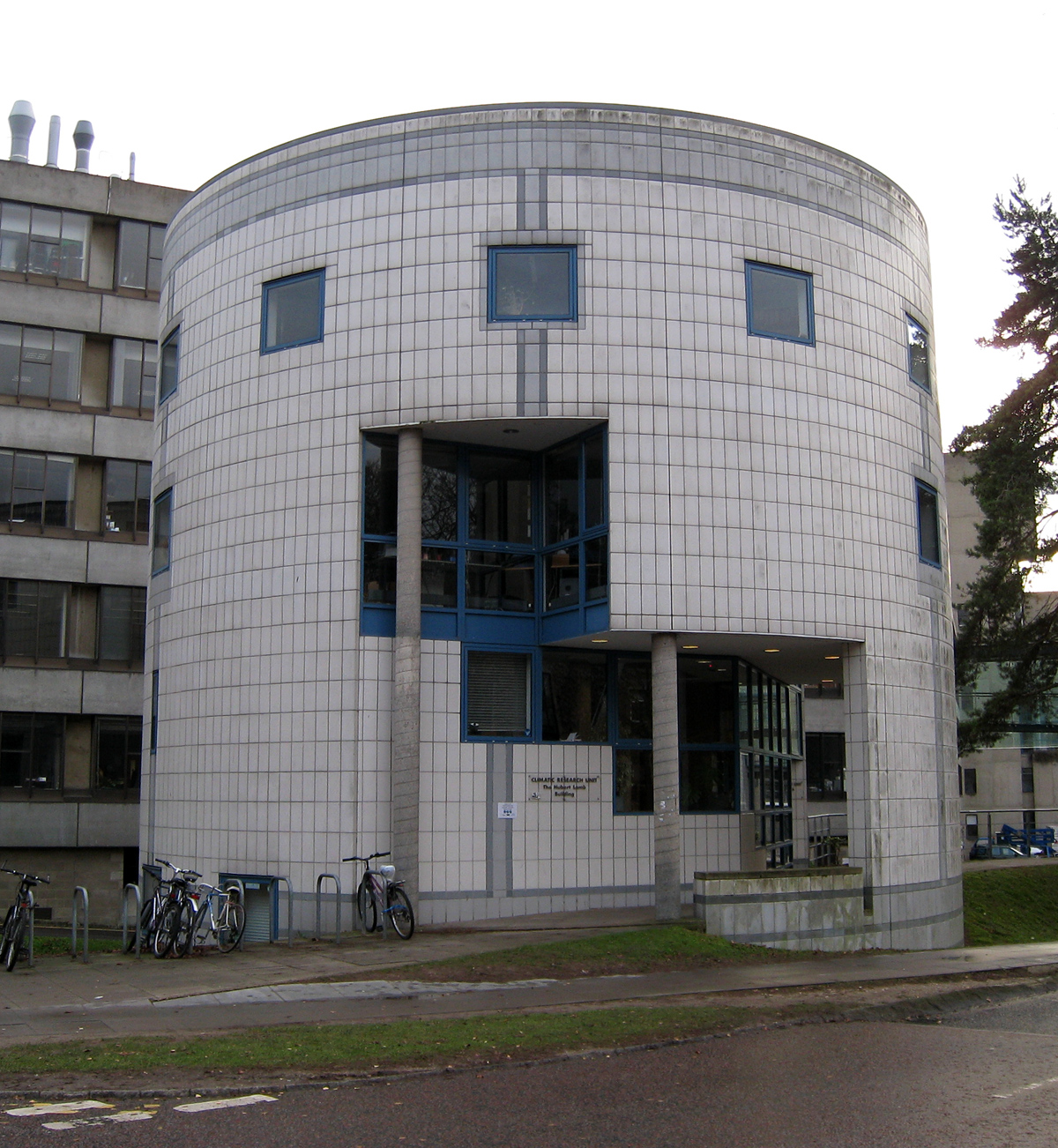
Sídlo Climate Research Unit

Climate Reserach Unit (CRU) je oddělení pro výzkum klimatu na University of East Anglia. Přispívá k výsledkům měření globálních teplot zveřejňovanými v IPCC. Je známé z aféry Climategate.